# Isabel Gonzaga
Isabel Gonzaga (em italiano: Elisabetta Gonzaga; Mântua, 9 de fevereiro de 1523 – Ferrara, 28 de janeiro de 1526) foi uma nobre italiana famosa pela sua cultura e virtudes.
Nascida na Família Gonzaga, era irmã de Francisco II Gonzaga, Marquês de Mântua e, por casamento, Duquesa de Urbino. Uma vez que o seu marido, o duque Guidobaldo I de Montefeltro, era impotente, Isabel não teve filhos , adoptando o sobrinho e herdeiro do seu marido, Francisco Maria I Della Rovere.

## Biografia
Nascida em Mântua, Itália, era a segunda filha de Frederico I Gonzaga, Marquês de Mântua e de  Margarida da Baviera. O seu irmão mais velho foi o Marquês Francisco II de Mântua.
Em 1489, casou com Guidobaldo I de Montefeltro, duque de Urbino.  Guidobaldo era doente e impotente e o casal nunca teve descendência, mas Isabel sempre recusou o divórcio e tratou dele ao longo da sua doença.
A educação de Isabel levaram-na a uma vida na companhia de algumas das mais brilhantes mentes italianas de finais do século XV. A sua corte atraía escritores, artistas e estudiosos e as suas relações familiares permitiram-lhe contactar com figuras da política italiana do século XVI. Era cunhada de Isabel d'Este, influente patrono da Renascença e importante figura política.
Em 21 de junho de 1502 César Bórgia ocupou Urbino, colocando Guidobaldo em fuga e forçando Isabel a ficar Mântua, onde se encontrava de visita. Aí ficou até 1503, juntando-se depois ao marido em Veneza. O seu ducado foi-lhes devolvido em 1504. Como não tinham filhos adoptaram nesse mesmo ano Francisco Maria I Della Rovere, filho da irmã de Guidobaldo que, na altura, tinha catorze anos, assegurando, assim, a sucessão.
Em 1506 Isabel acompanhou, com relutância, [Lucrécia Borgia]] na sua viagem a Ferrara, onde esta iria a casar com Afonso I d'Este. Uma testemunha descreve-a no casamento:
Ao entrar em Ferrara montava uma mula negra ornamentada com com veludo negro bordado com fios de ouro, e vestia um manto de veludo também em negro semeado com triângulos em ouro; num outro dia, no interior da residência, vestia um manto de veludo castanho, seguro com correntes de ouro massisso; noutra cerimónia, usava um vestido de veludo, sempre em negro, com riscas de ouro, um colar de joias e um diadema; e, num outro dia, usava uma túnica bordada com monogramas.
Com a morte de Guidobaldo em 1508, aos 36 anos, Isabel continuou a viver em Urbino como regente do herdeiro ainda menor.
Em 1509 Francisco Maria I casa-se com Leonor Gonzaga, sobrinha de Isabel, consolidando, assim, as relações entre o Ducado de Urbino e o de Mântua.
Contudo, em 15 de junho de 1516 foi expulsa de Urbino pelo Papa Leão X, que pretendia atribuir o ducado ao seu sobrinho Lourenço II de Médici, chamado familiarmente Lorenzino.  Juntamente com a sobrinha Leonor, e sem qualquer dinheiro, encontraram refúgio em Ferrara, onde Isabel morreu em 1526.